# Parkermavella schizoporelloides
Parkermavella schizoporelloides är en mossdjursart som först beskrevs av Gordon 1984.  Parkermavella schizoporelloides ingår i släktet Parkermavella och familjen Bitectiporidae. Inga underarter finns listade i Catalogue of Life.